# Mid East Jet
Mid East Jet, Inc. (działająca pod nazwą Mid East Jet) – prywatna czarterowa linia lotnicza z siedzibą w Dżuddzie w Arabii Saudyjskiej, oferująca loty krajowe w klasie premium oraz rozkładowe i czarterowe loty międzynarodowe. Posiada bazę na lotnisku w Dżuddzie, wraz z licznymi podobnymi firmami. W roku 2013 była jedną z siedmiu saudyjskich linii lotniczych.

## Flota
Na dzień 28 czerwca 2010, flota w barwach Mid East Jet składała się z następujących samolotów: